# Данкертон (Ајова)
Данкертон (енгл. Dunkerton) град је у америчкој савезној држави Ајова. По попису становништва из 2010. у њему је живело 852 становника.

## Демографија
Према попису становништва из 2010. у граду је живело 852 становника, што је 103 (13,8%) становника више него 2000. године.
| Група             | 2000.       | 2010.       |
| Белци             | 719 (96,0%) | 814 (95,5%) |
| Афроамериканци    | 0 (0,0%)    | 9 (1,1%)    |
| Азијати           | 9 (1,2%)    | 6 (0,7%)    |
| Хиспаноамериканци | 6 (0,8%)    | 22 (2,6%)   |
| Укупно            | 749         | 852         |